# Geyria belutschistana
Geyria belutschistana är en insektsart som beskrevs av Hölzel 1968. Geyria belutschistana ingår i släktet Geyria och familjen myrlejonsländor. Inga underarter finns listade i Catalogue of Life.